# エカチェリーナ2世 (ロシア皇帝)
エカチェリーナ2世（エカチェリーナ2世アレクセーエヴナ、ロシア語: Екатерина II Алексеевна, ラテン文字転写: Yekaterina II Alekseyevna （イカチリーナ・フタラーヤ・アレクセーエヴナ）、1729年4月21日（ロシア暦）/5月2日（グレゴリオ暦） -  1796年11月6日（ロシア暦）/11月17日（グレゴリオ暦））は、ロマノフ朝第8代ロシア皇帝（女帝）。在位は1762年6月28日（ロシア暦）/7月9日（グレゴリオ暦） - 1796年11月6日（ロシア暦）/11月17日（グレゴリオ暦）。夫は第7代皇帝ピョートル3世ならびにグリゴリー・ポチョムキン（秘密結婚）、子は第9代皇帝パーヴェル1世ほか。ドイツ語では「カトリーナ2世（Katharina II）」英語では「キャサリン2世（Catherine II.）」 とも呼ばれる。
プロイセンのフリードリヒ2世（大王）やオーストリアのヨーゼフ2世と共に啓蒙専制君主の代表とされる。ロシア帝国の領土をポーランドやウクライナに拡大し、大帝（ヴェリーカヤ、Вели́кая）と称される。
帝政時代にロシア帝国国立銀行が発行していた100ルーブル紙幣の肖像に描かれていたほか、沿ドニエストル共和国の国立銀行が発行する500沿ドニエストル・ルーブルにも描かれていた。

## 生涯

### 生い立ち

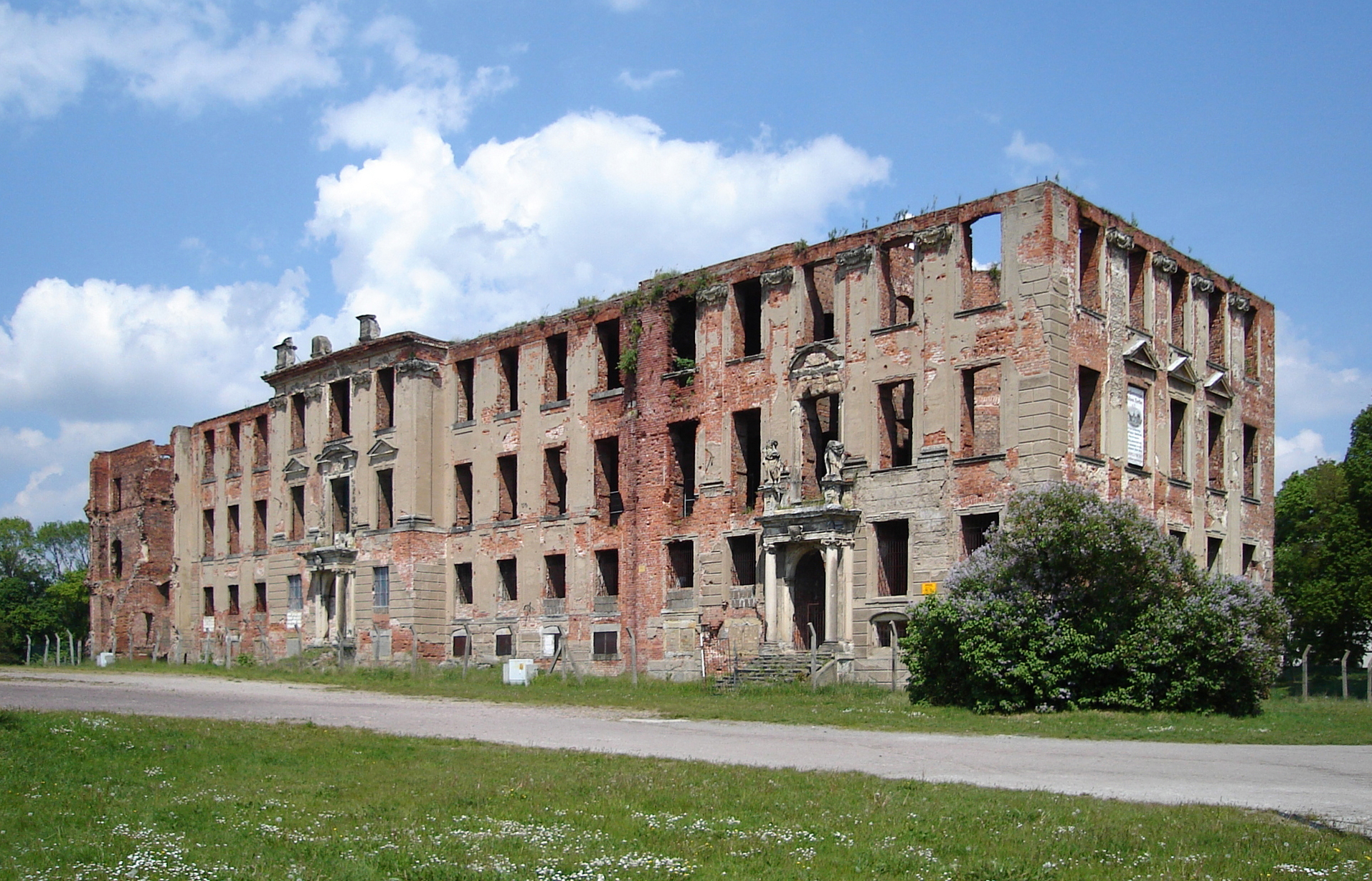
幼少期を過ごしたツェルプスト城

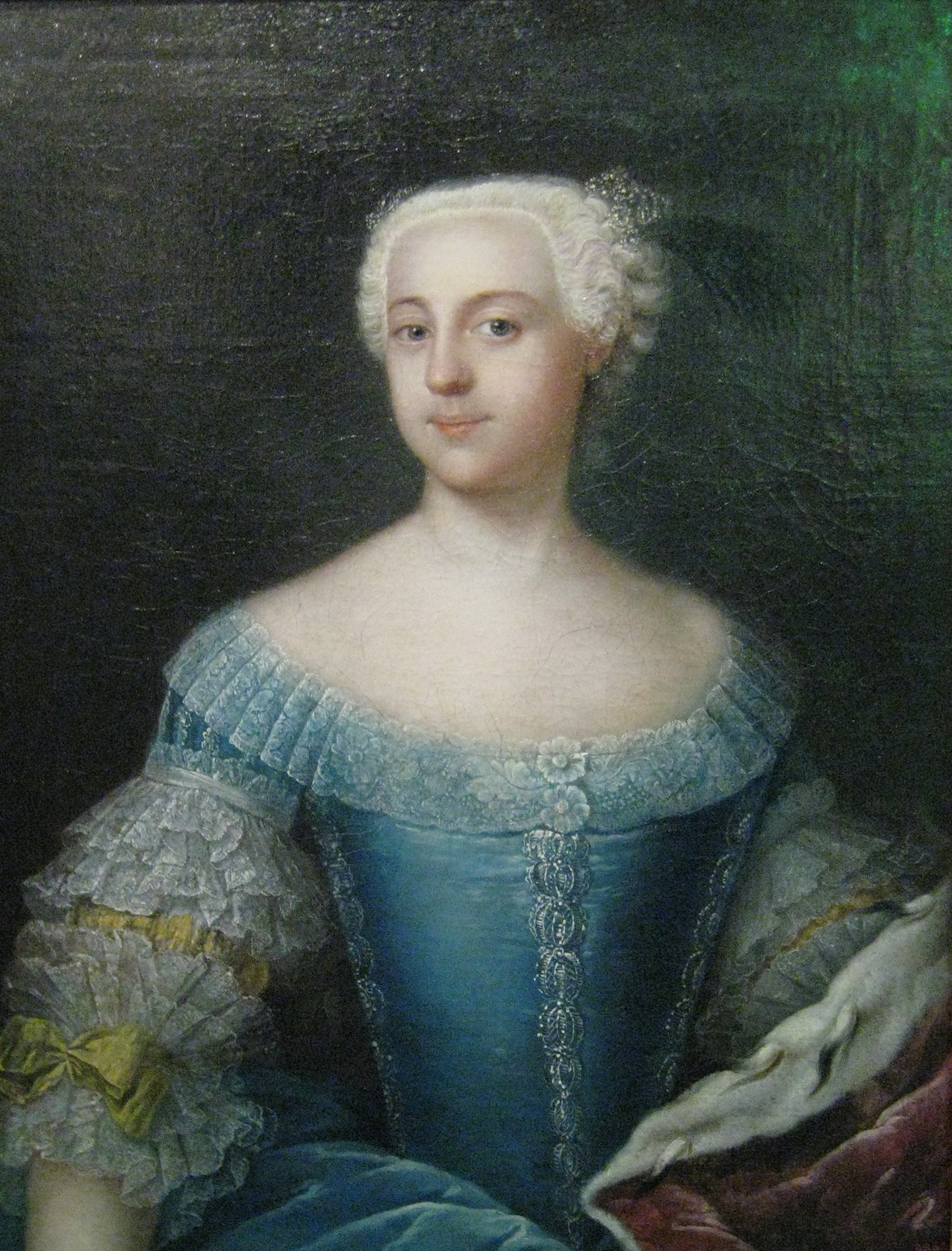
1742年ごろ

1729年4月21日（ロシア暦）/5月2日（グレゴリオ暦）、北ドイツ（現在はポーランド領）ポンメルンのシュテッティンで神聖ローマ帝国領邦君主アンハルト＝ツェルプスト侯クリスティアン・アウグスト（プロイセン軍少将）の娘として生まれた。キリスト教ルター派の洗礼を受け、ゾフィー・アウグステ・フリーデリケ（Sophie Auguste Friederike）と名づけられた。
母のヨハンナ・エリーザベトは、デンマーク王家オルデンブルク家の分家でやはり北ドイツの小邦領主であるホルシュタイン＝ゴットルプ家出身であったが、次兄アドルフ・フレドリクは後にスウェーデンの王位を継承した。弟が2人で、上の弟は12歳で死亡、下の弟フリードリヒ・アウグストは後にアンハルト＝ツェルプスト侯領を継ぐ。
ゾフィーは2歳の時からフランス人ユグノーの家庭教師に育てられ、特に2番目の家庭教師バベ・カルデル嬢にはロシアへ行くまで教えを受けた。その結果、フランス語に堪能で合理的な精神を持った少女に育つ。乗馬も達者だったが、音楽は苦手。美貌と言えるほどの器量の持ち主ではなかったが、生来の優れた頭脳を活かし、知性や教養を磨いて魅力的で美しい女性となる努力を重ねた。本来、家柄的にはとても大国の后妃候補に挙がる身分ではなかったが、母ヨハンナの早世した長兄カール・アウグストがロシア女帝エリザヴェータ・ペトロヴナの若かりしころの婚約者であった縁もあり、ゾフィーは14歳でロシア皇太子妃候補となる。

### 結婚

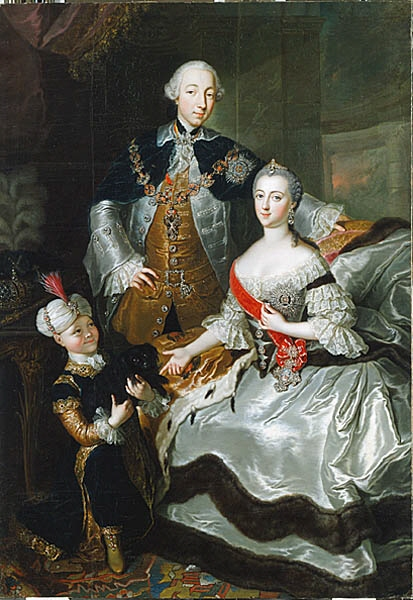
1756年、皇太子夫妻と小姓

1744年、ロシア帝都サンクト・ペテルブルクに到着。舞踏をランゲに、正教をプスコフ主教（1748年からは大主教）シモン・トドールスキイに、ロシア語を、初めてロシア語を体系化したワーシリィ・アダドゥーロフに習う。ロシア語の勉強に熱中したあまり高熱を発して倒れてしまい、エリザヴェータ女帝やロシア国民の心を動かしたという逸話もある。同年、ロシア正教に改宗し、エカチェリーナ・アレクセーエヴナと改名した。偶然にもエカチェリーナ1世と同じ名を持つことになった。
翌日、エリザヴェータの甥で母方の又従兄にも当たる皇太子のホルシュタイン公ピョートル・フョードロヴィッチ（ピョートル3世）と婚約、翌1745年に結婚し、大公妃（ヴェリーカヤ・クニャージナ）（Великая Княжна）の称号を帯びた。2人ともドイツ育ちのため、ピョートルにとってはとりあえずドイツ語で存分に会話できる相手ではあったらしい。ロシア文化には不慣れであったが、エカチェリーナがロシア語を習得し、ロシア正教にも改宗し、ロシアの貴族や国民に支持される努力を惜しまなかったのに対し、ピョートルはドイツ風にこだわり続け、ドイツ式の兵隊遊びに熱中し、周囲の反感を買い続けた。ピョートルに唯一かなりの才能があったと思われる趣味は音楽だったが、こればかりはエカチェリーナの方に才能が無かった。
不仲により、結婚後も長期間夫婦の関係はなかった。エカチェリーナはセルゲイ・サルトゥイコフ伯爵らの男性と半ば公然と関係を持つようになっていた。エリザヴェータ女帝や周囲が世継ぎ確保の大義名分で黙認したとも、むしろ積極的に勧めたとも言われる。ピョートルの方も大宰相（帝国宰相）ミハイル・ヴォロンツォフの姪エリザヴェータ・ヴォロンツォヴァを寵愛するようになり、夫婦の関係は完全に破綻する。

### 出産
日付は全てロシア暦。（）内の日付はグレゴリオ暦。
- 1754年9月20日（10月1日）：男児パーヴェル・ペトロヴィチ大公（後のパーヴェル1世）を出産。公式にはピョートル3世が父親とされているが、実際の父親はセルゲイ・サルトゥイコフ伯爵ともいわれている。
- 1757年12月9日（12月20日）：女児アンナ（ロシア語版、ポーランド語版）を出産。公式にはピョートル3世が父親とされているが、実際の父親はスタニスワフ・ポニャトフスキ伯爵（後のポーランド国王）と推測される[1]。
- 1758年：女児ナターリア・アレクセーエヴナを出産。父親はスタニスワフ・ポニャトフスキ伯爵（後のポーランド国王）もしくは近衛軍の将校グリゴリー・オルロフ公爵と推測される[6][7]。
- 1761年：女児エリザヴェータ・アレクセーエヴナ（英語版）を出産。父親は近衛軍の将校グリゴリー・オルロフ公爵と推測される[7]。
- 1762年4月11日（4月22日）：男児アレクセイ（ロシア語版）を出産。父親は近衛軍の将校グリゴリー・オルロフ公爵。ピョートル3世を火事で陽動しての極秘出産。ビーバー（ロシア語でボーブル）の毛皮に包まれて宮殿から連れ出されたため、ボーブリンスキーの姓を与えられ、後に貴族に叙せられる。子孫は南ロシアでヨーロッパ最大の砂糖製造工場主となる。
- 1775年7月13日（7月24日）：女児エリザヴェータ・ポチョムキナ（チョムキナ）（ロシア語版）を出産。父親は秘密結婚の相手グリゴリー・ポチョムキン（タヴリチェスキー公爵）と推測される。

### 皇后のクーデター

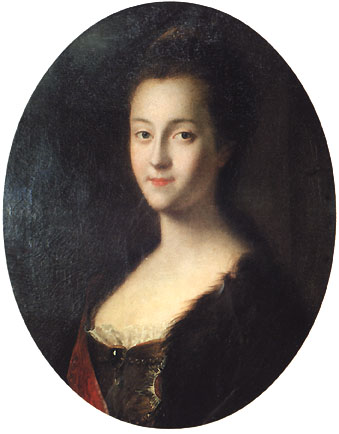
若いキャサリン, by Louis Caravaque,

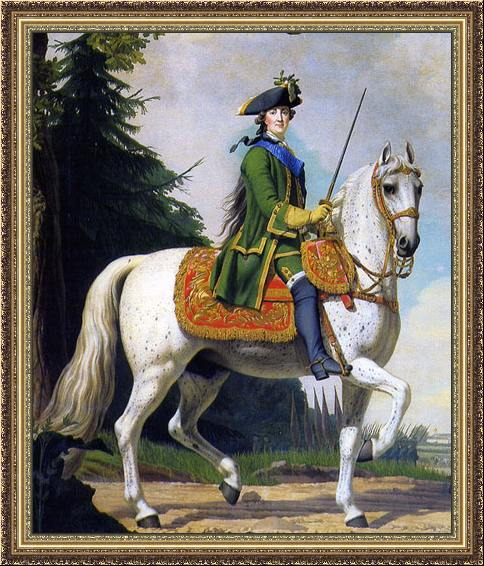
クーデターを指揮する馬上のエカチェリーナ（エリクセン画）

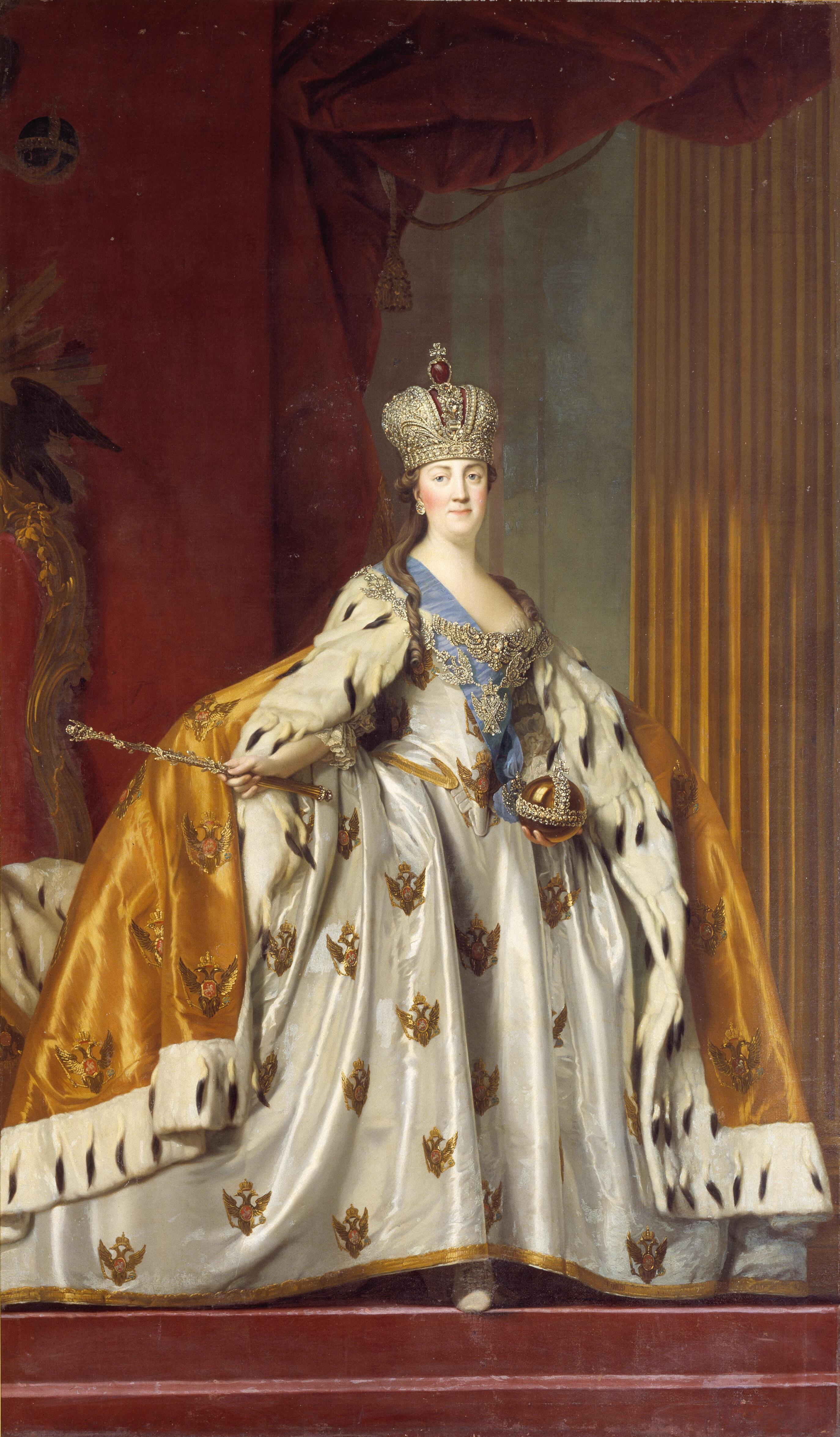
戴冠式でのエカチェリーナ2世（エリクセン画）

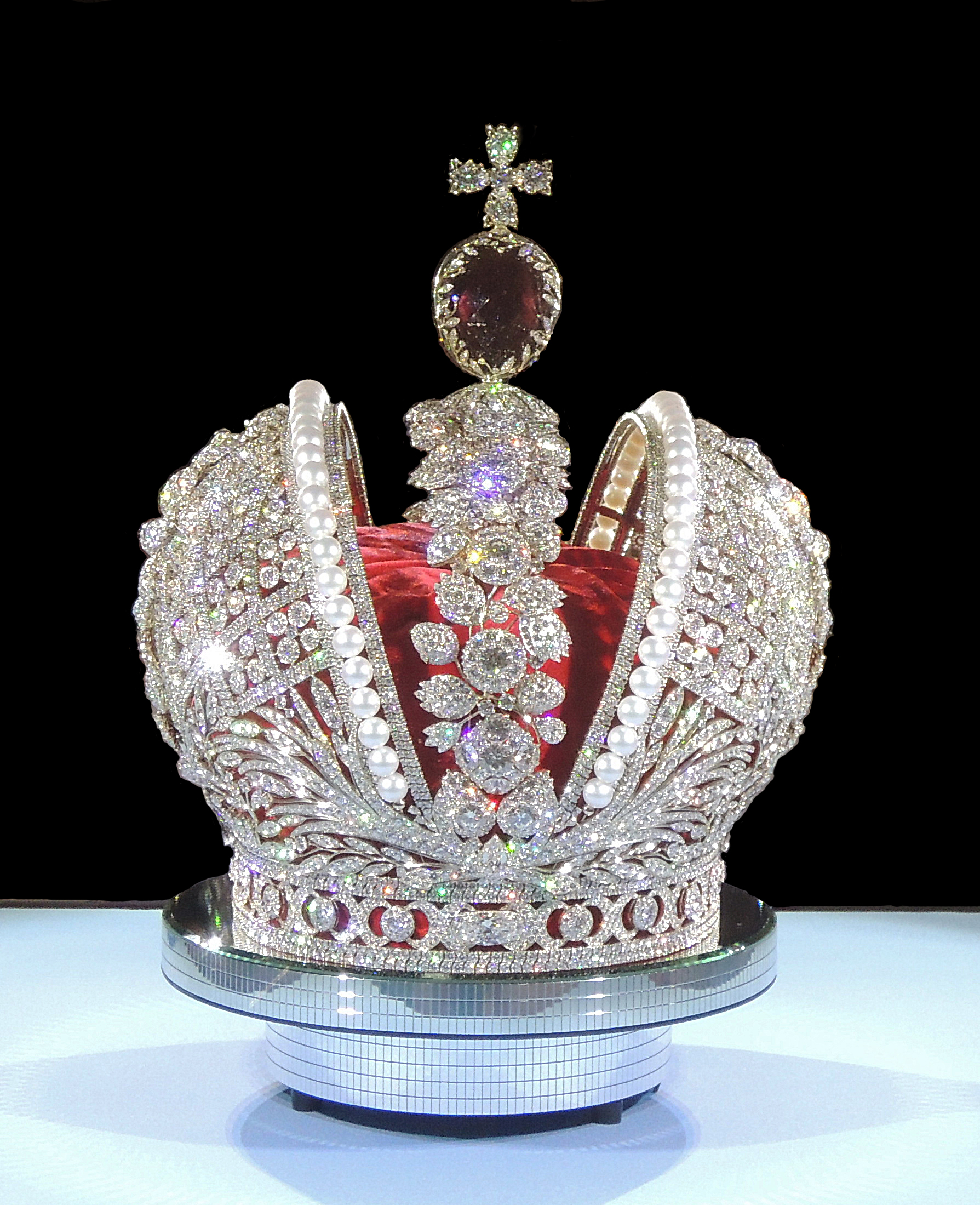
エカチェリーナが作らせた皇帝冠

1761年12月25日（ロシア暦）/1762年1月5日（グレゴリオ暦）にエリザヴェータ女帝が死去すると、夫ピョートルは皇帝（ツァーリ）に即位、エカチェリーナも皇后 (ツァリーツァ)（царица）となった。
ピョートル3世はプロイセン王フリードリヒ2世の信奉者で、皇太子時代からエリザヴェータやロシア貴族と対立していた。七年戦争では、ロシア軍がプロイセン領内に侵攻してフリードリヒ2世を追い詰めていたにもかかわらず、ピョートル3世が即位後にいきなりプロイセンと講和条約を結んだことはロシア軍からの不評を買った。また、皇后エカチェリーナを廃し、寵姫エリザヴェータ・ヴォロンツォヴァを皇后に据えようとして、彼女の一族であるヴォロンツォフ一門を重用した上、ルター派の信者だったピョートルはロシア正教会にも弾圧を加えた。
軍やロシア正教会によるピョートル3世への怨嗟の声は高まり、エカチェリーナ待望論が巻き起こるが、愛人関係にあったグリゴリー・オルロフとの子供であるアレクセイを妊娠中だったエカチェリーナはすぐには動きがとれなかった。エカチェリーナは4月11日（ロシア暦）/4月22日（グレゴリオ暦）に極秘出産を済ませ、6月28日（ロシア暦）/7月9日（グレゴリオ暦）に近衛軍やロシア正教会の支持を得てクーデターを敢行した。
この時、エカチェリーナはロシア軍伝統の緑色の軍服の男装で自ら馬上で指揮を取ったと伝えられ、その凛々しい姿の肖像画が残されている。オルロフ兄弟やエカテリーナ・ダーシュコワ夫人らの尽力で、近衛連隊を始めとする在ペテルブルクの主要な軍隊や反ピョートル3世派の貴族はことごとくエカチェリーナ側に付き、ピョートル3世側についた重臣たちもその多くがお咎めなしで帰参を許されたこともあり、クーデターはほぼ無血で成功した。
在位6ヶ月のピョートル3世は廃位・幽閉され、間もなく監視役のアレクセイ・オルロフ（グリゴリーの実弟。「オルロフ四兄弟」の三男）に暗殺されたという。公式には、「前帝ピョートル3世は持病の痔が悪化して急逝、エカチェリーナ2世はこれを深く悼む」と発表され、エカチェリーナ2世は自身の関与を否定したが、真相は不明である。
エカチェリーナ2世が政務を執る事では一致したものの、ロマノフ家の血統でないエカチェリーナの女帝即位には疑問の声もあり、嗣子パーヴェルを即位させてエカチェリーナは摂政に、という案もあったが、結局はエカチェリーナ自身が正式に女帝として即位することとなり、1762年9月22日（ロシア暦）/10月3日（グレゴリオ暦）にモスクワにあるクレムリンのウスペンスキー大聖堂で戴冠式を行った。

### 女帝としての治世

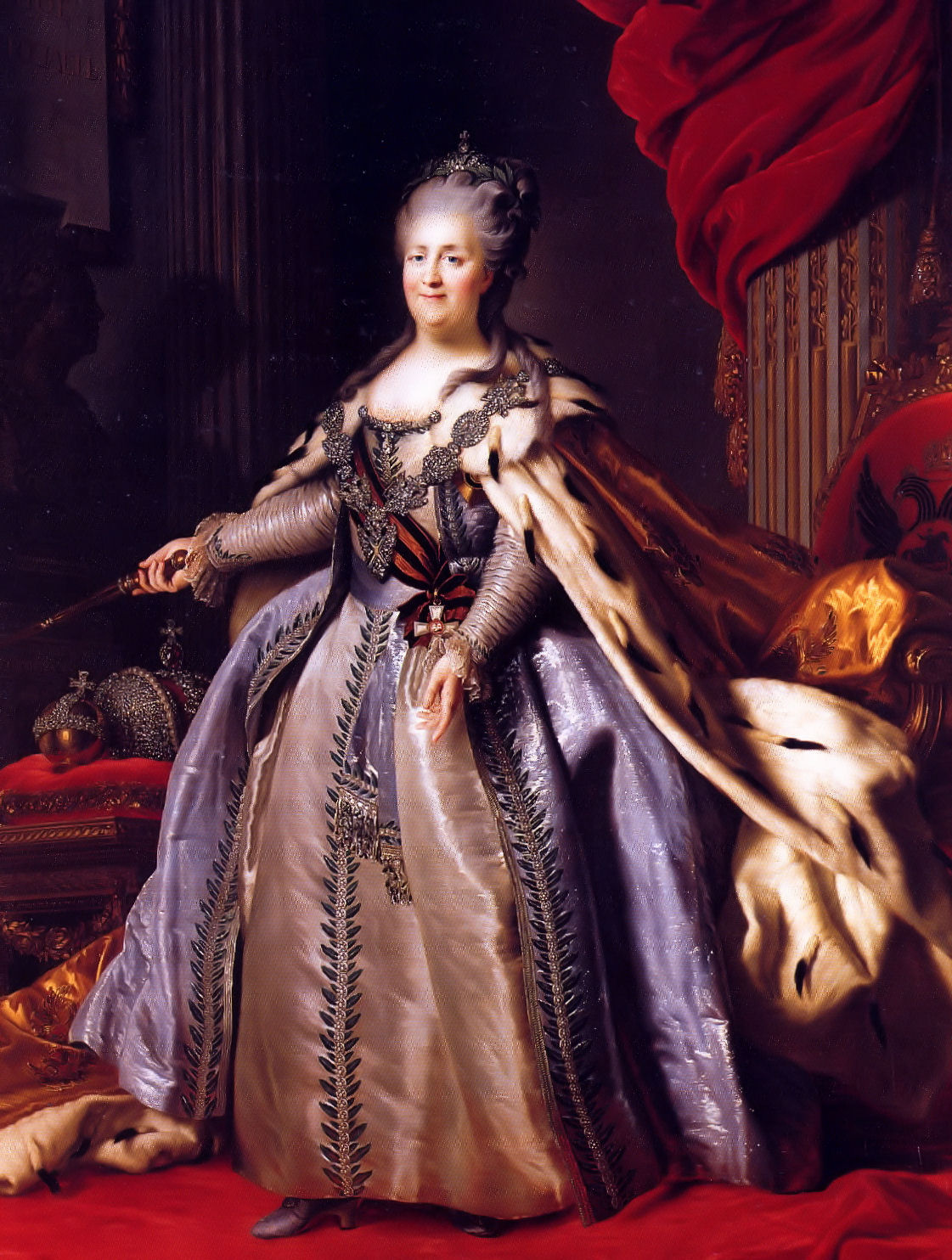
1780年代、玉座の女帝

エカチェリーナ2世のモノグラム

エカチェリーナ2世は当時ヨーロッパで流行していた啓蒙思想の崇拝者で、啓蒙君主を自認していた。そのため、ヴォルテール、ディドロなどとも文通を行い、自由経済の促進、宗教的寛容、教育・医療施設の建設、出版文芸の振興といった啓蒙思想に基づいた近代化諸政策に着手した。
その集大成ともいえるのが、各身分の代表が集結して1766年に開催された新法典編纂委員会に提案された「訓令（ナカース）」であった。モンテスキューの『法の精神』やベッカリーアの『犯罪と刑罰』など、西欧の啓蒙思想を盛り込んだ上に、急進的な内容を含んでいた訓令（ナカース）だが、当時のロシア社会は未成熟な状態であり、特筆すべき成果を上げることはなかった。また、新法典編纂委員会もオスマン帝国との戦争が始まったために無期限休会となり、そのまま再開されないままに終わったため、訓令（ナカース）の採択や発効も沙汰止みとなった。
ロシア帝室の血を引かないどころか、生粋のロシア人ですらないエカチェリーナは貴族の支持を必要とし、貴族が反対する大規模な改革は不可能であった。宮廷の実情やクーデターの経緯を知る由もない一般庶民には、ピョートル3世は待望久しい成人男子の皇帝であり、様々な改革をもたらした救世主であったので、その非業の最期に対する同情と「皇位簒奪者」の女帝に対する反感もあり、その死の直後からピョートル3世の僭称者が何人も現れた。
1773年に発生した、ヴォルガ川流域でのドン・コサック、農民、工場労働者、炭鉱夫、少数民族（バシキール人、チュヴァシ人、カルムイク人）による大規模な反乱であるプガチョフの乱はその最大のものであったが、1775年には鎮圧される。また、エカチェリーナ2世の戴冠から2年後、かつての皇帝でエリザヴェータ女帝に幽閉されていたイヴァン6世を救出しようとする試みがあったが失敗して、イヴァン6世は看守に殺害された。
対外政策では、オスマン帝国との2度にわたる露土戦争（1768年-1774年、1787年-1791年）に勝利してウクライナの大部分やクリミア・ハン国を併合（キュチュク・カイナルジ条約）。さらにヤッシーの講和でバルカン半島進出を窺うに至り、黒海での南下政策を進めた。
西方でも第1次、第2次、第3次のポーランド分割を主導し、ポーランド・リトアニアを地図上から消滅させた。かつての愛人でポーランドの最後の国王となった啓蒙思想主義者のスタニスワフ・ポニャトフスキが、即位直後からポーランドを近代民主主義国家にする大改革を断行し、1791年にヨーロッパ初の近代民主憲法（5月3日憲法）を制定した事が原因となった。というのもこの憲法はカトリックの原則の事実上の絶対化により、正教徒の弾圧を正当化したためである。
豪放磊落で派手好みのエカチェリーナ2世は積極的な外交政策を推進した一方で、対外的には啓蒙専制君主と見られることを好み、紛争における仲裁者の役割をしばしば務めようとした。これはそのままロシアの国際的影響力を高めるということでもあった。1780年にはアメリカの独立戦争に際しては、中立国としてアメリカへの輸出を推進し、ヨーロッパ諸国に働きかけて武装中立同盟を結束させた。第一次ロシア・スウェーデン戦争でロシア帝国海軍艦隊はフィンランド湾でスウェーデン海軍に敗北こそしたものの（1790年）、イギリスとプロイセンの仲介により講和し、ロシアの国体には何の影響も及ぼさなかった。
1789年のフランス革命には脅威を感じ、晩年には国内を引き締め、自由主義を弾圧した。フランス革命にも関心を示し、1791年のヴァレンヌ事件後にスウェーデン国王グスタフ3世の提唱した「反革命十字軍」の誘いにも前向きであったが（10月には軍事同盟を締結する）、結成は難航し、露土戦争の優先や1792年のグスタフ3世暗殺などで結成は実現化せず、第一次対仏大同盟にも参加しなかった事で、エカチェリーナ2世の治世下ではフランス革命戦争への介入は行われなかった。また、1791年7月当時、神聖ローマ皇帝レオポルト2世のブルボン王家への援助を呼びかけた回状がヨーロッパの君主国に行き渡っており（この呼びかけによりピルニッツ宣言が発せられる）、グスタフ3世の件もあってエカチェリーナ2世自身は反革命に協力的だったが、ちょうど卒中を起こしていて動けなかった。こうした事から、フランス革命に対する関心は個人的には高かったといえるが、当時はロシアと利害の衝突する国の多くがロシアに脅威を感じていた事から、革命に積極的に関与する必要性はロシア国家としては時期的に見出せなかったといえる。

### 晩年

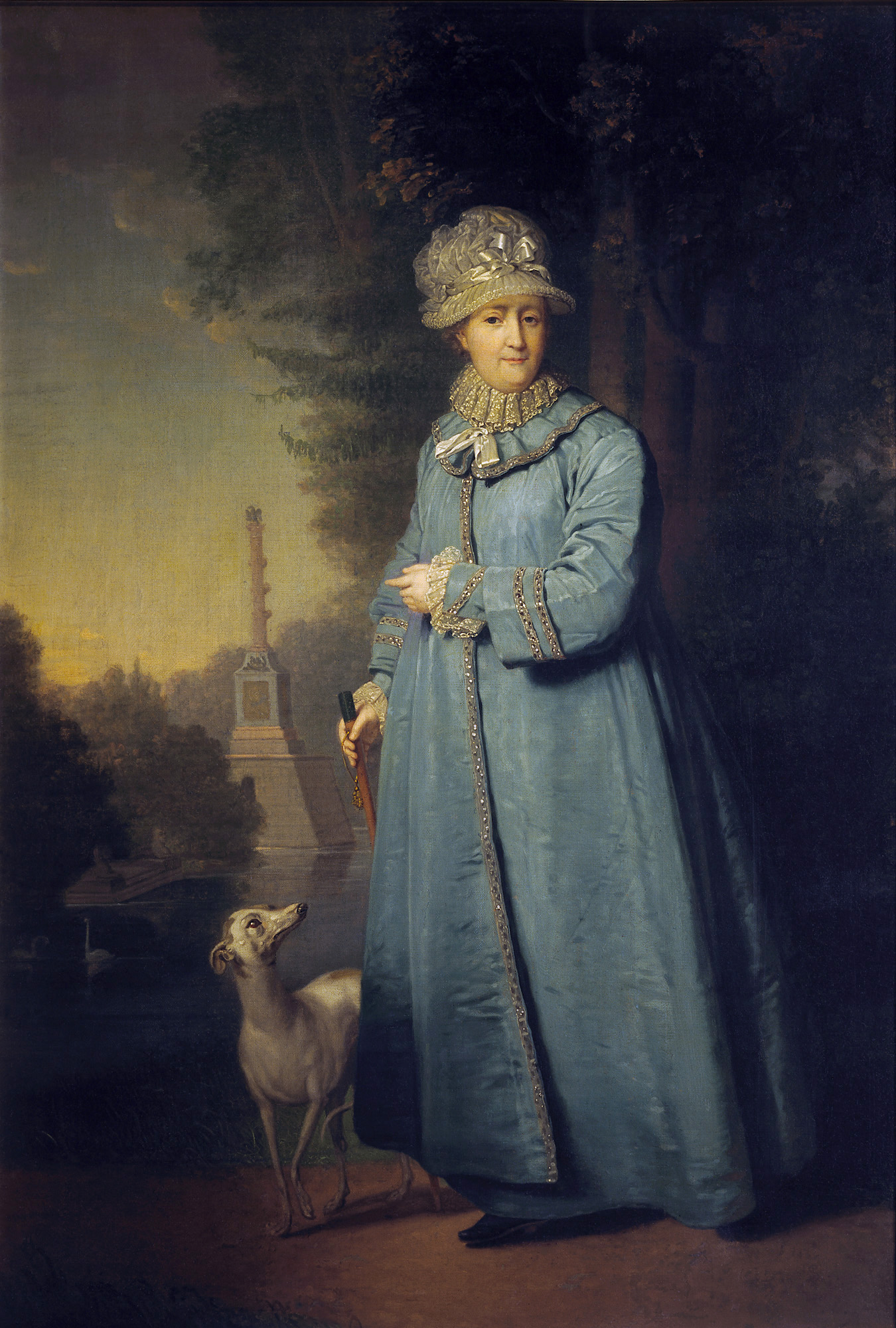
1794年、晩年の女帝

エカチェリーナの人生と治世は成功に満ちていたが、晩年には孫を巡る二つの失敗があった。
親戚のスウェーデン王グスタフ・アドルフが1796年9月に訪れた時、エカチェリーナは孫のアレクサンドラを彼と結婚させてスウェーデン王妃にしようとした。9月11日に舞踏会が開かれ、そこで二人の婚約が発表されるはずであった。スウェーデン王はアレクサンドラに魅かれていたが、アレクサンドラがロシア正教会からルーテル教会に改宗しない事を見通し、舞踏会に出席せずにストックホルムに去った。エカチェリーナは衝撃を受け、健康状態は悪化した。後に回復して、お気に入りの孫アレクサンドルが息子パーヴェルをとばして戴冠するための式典を計画し始めた。だが式典の前、舞踏会から2カ月後に女帝は脳梗塞で崩御することになった。

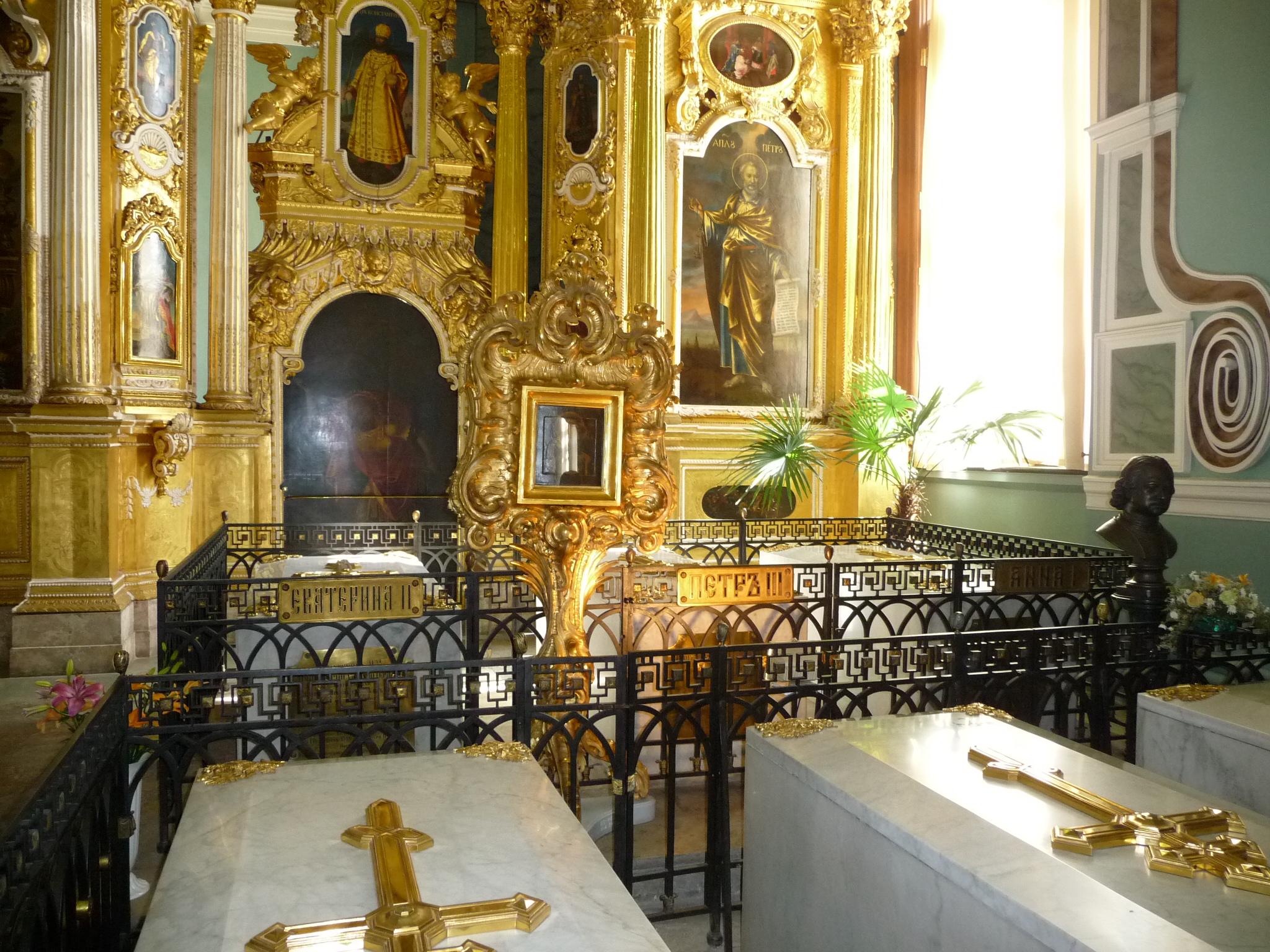
サンクトペテルブルクの首座使徒ペトル・パウェル大聖堂に埋葬されたエカチェリーナ2世の棺（左）。隣はピョートル3世の棺

1796年11月5日（ロシア暦）/11月16日（グレゴリオ暦）の朝、エカチェリーナは早く目が覚めてコーヒーを飲み、いつもの書類仕事を始めた。メイドが良く眠れたかと尋ねると、長い間良く眠ってはいないと答えた。9時過ぎに化粧室に行き、トイレで発作を起こして倒れた。戻らないことを心配したメイドが覗き込むと、エカチェリーナは床に倒れ、顔は紫色で、脈は弱く、呼吸も浅かった。召使たちはベッドルームに運び、45分後に侍医が来て脳梗塞であると診断した。あらゆる努力にもかかわらず、昏睡から覚めることはなく、臨終の儀式を受けてその夜9時45分ごろに崩御した。翌日に解剖を受け、死因が確認された。
エカチェリーナの遺言には詳細な指示が記されていた。
「遺体には白いドレスを着せ、洗礼名を彫った黄金の王冠を頭に載せること。喪服を着るのは6か月を超えないこと。短い方がのぞましい。」
遺言に従って遺体は白い絹織物のドレスを着せられ、黄金の冠を載せられた。棺は黄金の織物で覆われ、アントニオ・リナルディが設計・装飾した告別室に置かれた。肖像画家ヴィジェ＝ルブランによれば、「棺は6週間安置され、昼も夜も明かりが絶えなかった。女帝はロシアのすべての街の紋章によって取り囲まれたベッドに寝かされていた。顔は覆われず、その手はベッドに置かれていた。すべての婦人たちは順に遺体を訪れ、その手にキスをした」という。
その後、遺体はサンクト・ペテルブルクの首座使徒ペトル・パウェル大聖堂に埋葬された。
後継の玉座には長らく確執のあった息子パーヴェル・ペトロヴィチ大公が就き、パーヴェル1世となった。

## 称号
- 1729年4月21日（ロシア暦）/5月2日（グレゴリオ暦） – 1745年8月10日（ロシア暦）/8月21日（グレゴリオ暦）
侯女殿下 ゾフィー・アウグスタ・フレデリーケ・アンハルト＝ツェルプスト侯女
- 1745年8月10日（ロシア暦）/8月21日（グレゴリオ暦） – 1761年12月25日（ロシア暦）/1762年1月5日（グレゴリオ暦）
皇太子妃殿下 エカチェリーナ・アレクセーエヴナ大公妃
- 1761年12月25日（ロシア暦）/1762年1月5日（グレゴリオ暦） – 1762年6月28日（ロシア暦）/7月9日（グレゴリオ暦）
皇后陛下 全ロシアの皇后陛下
- 1762年6月28日（ロシア暦）/7月9日（グレゴリオ暦） – 1796年11月6日（ロシア暦）/11月17日（グレゴリオ暦）
女帝陛下 全ロシアの女帝陛下にして専制君主

## 人物

### 文化・教育

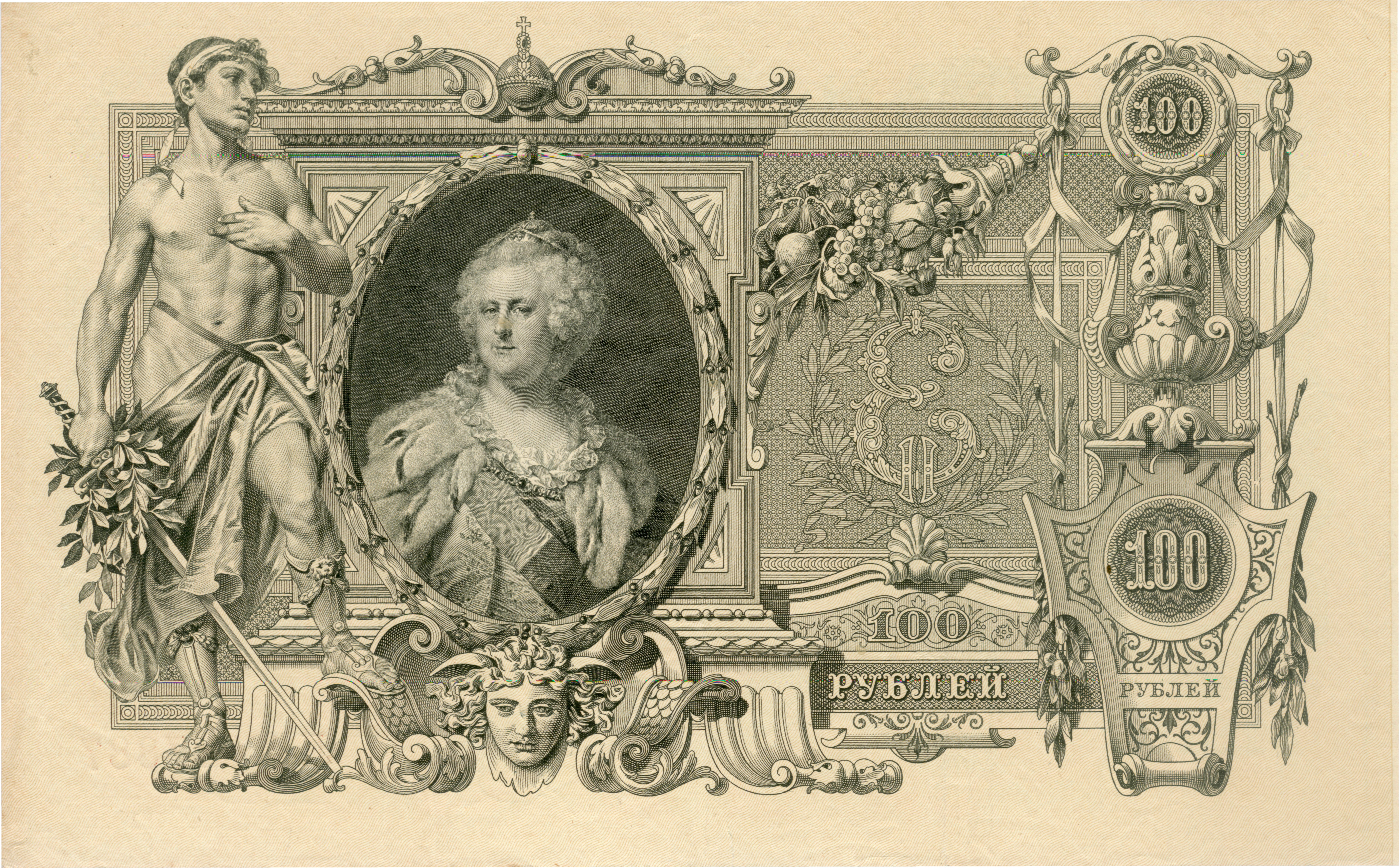
1910年発行の100ルーブル紙幣（ロシア帝国国立銀行が発行）

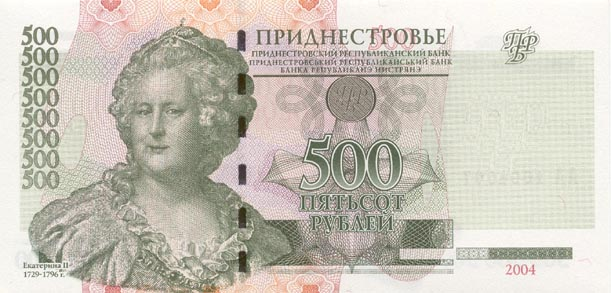
2004年発行の500沿ドニエストル・ルーブル紙幣（沿ドニエストル共和国国立銀行が発行）

ロシアの文化・教育の整備にも力を注ぎ、英邁の誉れ高い女性側近ダーシュコワ夫人をアカデミー長官に据え、ロシア語辞典の編纂事業に着手し、後世のロシア文学発展の基盤を造る。ボリショイ劇場や離宮エルミタージュ宮殿（現在の小エルミタージュのこと。後に隣接する冬宮など新旧の宮殿と合わせ、現在はエルミタージュ美術館として一般公開）の建設にも熱心であった。また、女子貴族のための学校「スモーリヌィ女学院」を設立し、ヨーロッパ諸国の宮廷・社交界に送り込む貴婦人の養成にも力を入れた。エカチェリーナ2世自身も文筆に勝れ、回想録、書簡、童話、戯曲などの文芸作品を残している。
その一方、晩年になって革命勢力への警戒心から民間の文化活動を監視するようになる。その一例としてロシア初の諷刺雑誌を刊行し、啓蒙主義者として数えられるニコライ・ノヴィコフを1792年に逮捕させ、1796年までペトロ・パヴロフスク要塞に投獄したことが挙げられる。

### 私生活
私生活の面では生涯に約10人の公認の愛人を持ち、数百ともいわれる愛人を抱え、夜ごとに人を変えて寝室をともにしたとする伝説もある。孫のニコライ1世には「玉座の上の娼婦」とまで酷評される始末であった。
1774年ごろ（45歳ごろ）、エカチェリーナは10歳年下のポチョムキン（タヴリチェスキー公爵）と結ばれる。家庭には恵まれなかったエカチェリーナの生涯唯一の真実の夫と言うべき男性で、私生活のみならず、政治家・軍人としても女帝の不可欠のパートナーとなった。「2人は秘密裏に結婚し、エカチェリーナが46歳の時（1775年）に2人の間には実娘エリザヴェータ・ポチョムキナ（チョムキナ）が産まれた。ポチョムキナ（チョムキナ）は後にイヴァン・カラゲオルギ将軍と結婚し、その末裔は現在も実在している。」などの説がある。2人に男女の関係がなくなった後も「妻と夫」であり続け、エカチェリーナの男性の趣味を知り尽くしたポチョムキンが、選りすぐった愛人を女帝の閨房に送り込んでいたという。
互いの信頼関係は長く続いたが、1791年、ポチョムキンは任地に向かう途中で倒れ、女帝に先立って病没した。晩年のポチョムキンは女帝から遠ざけられ、失意のうちに死去したとされるが、女帝は「夫」の訃報に「これからは1人でこのロシアを治めなければならないのか！」と深く嘆き悲しんだという。
ポチョムキン以降に女帝が関係を持った寵臣のほとんどは、公的な影響力を持たなかった。例外として、アレクサンドル・ランスコイは美貌だけでなく、それなりの能力もあって女帝を補佐し、しかも、国家や宮廷の問題には関与せず、女帝の寵愛も深かったが、1784年に26歳の若さで急逝した。
また、エカチェリーナ最晩年の寵臣だったプラトン・ズーボフはポチョムキンの立場をも脅かすほどの影響力を持ち、ポチョムキンの死後は老齢の女帝の寵愛を良い事にかなりの権力を持ったようだが、容姿以外に大した能力はなく、女帝の死と共に失脚した。

#### 主な愛人たち

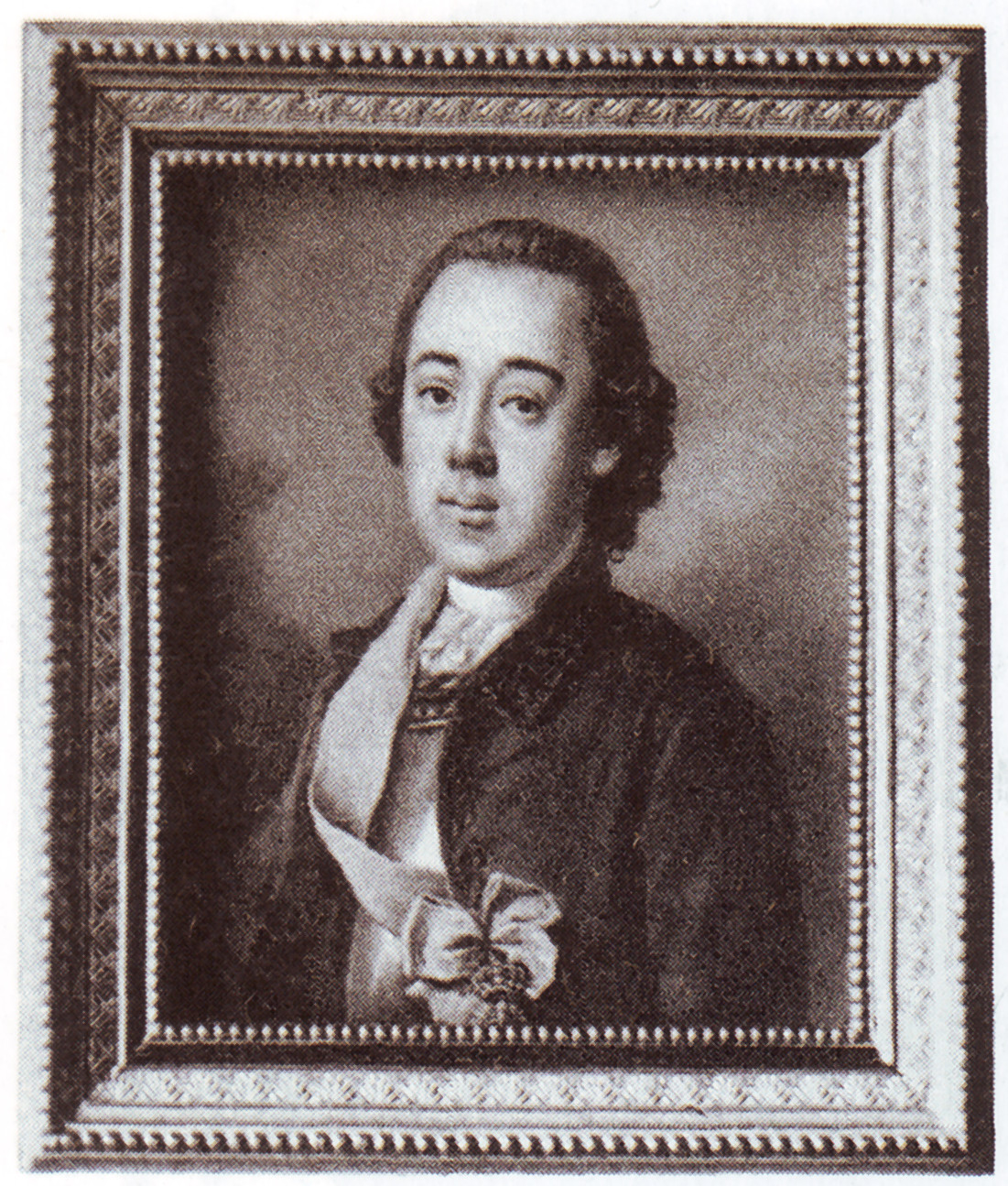
セルゲイ・サルトゥイコフ伯爵
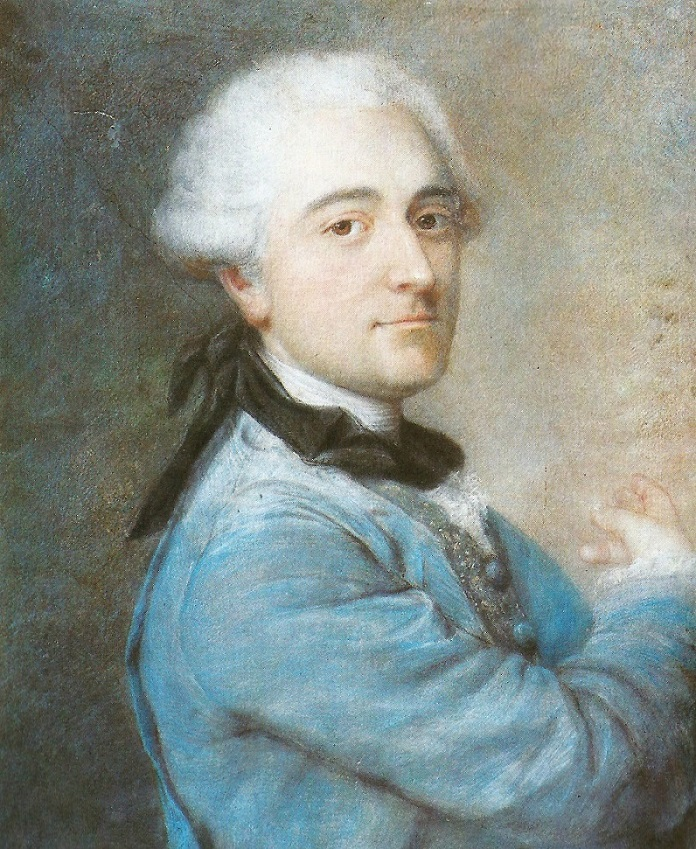
スタニスワフ・ポニャトフスキ伯爵（後のポーランド国王）
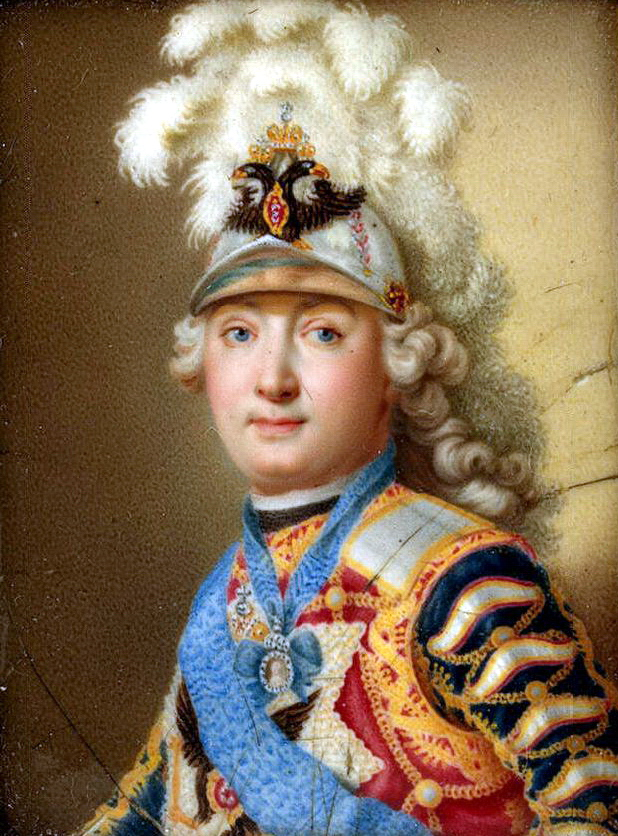
グリゴリー・オルロフ伯爵
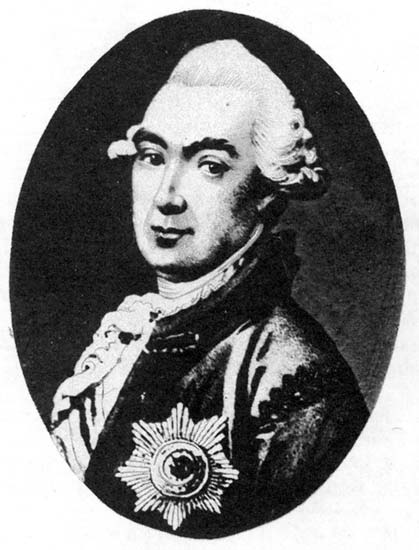
アレクサンドル・ヴァシーリチコフ（英語版、ロシア語版）
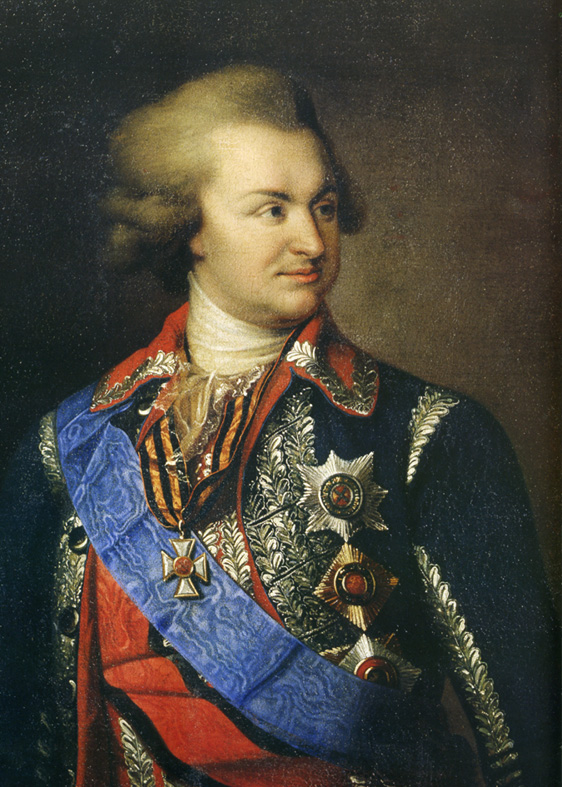
グリゴリー・ポチョムキン公爵、エカチェリーナの生涯唯一の真実の夫と伝えられる
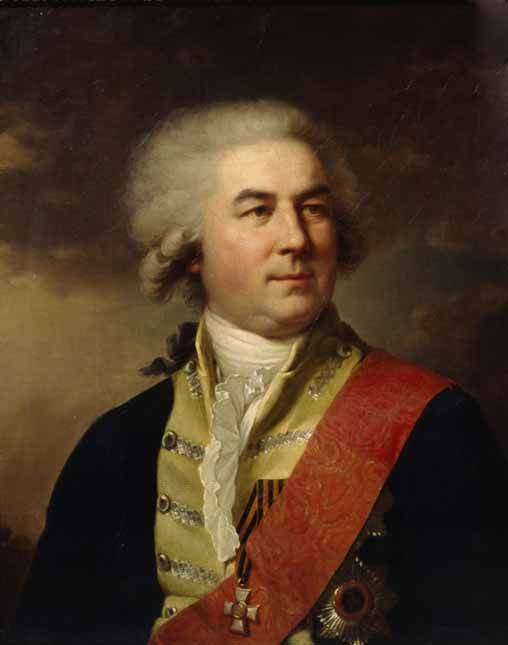
ピョートル・サヴァドーフスキー（英語版、ロシア語版）
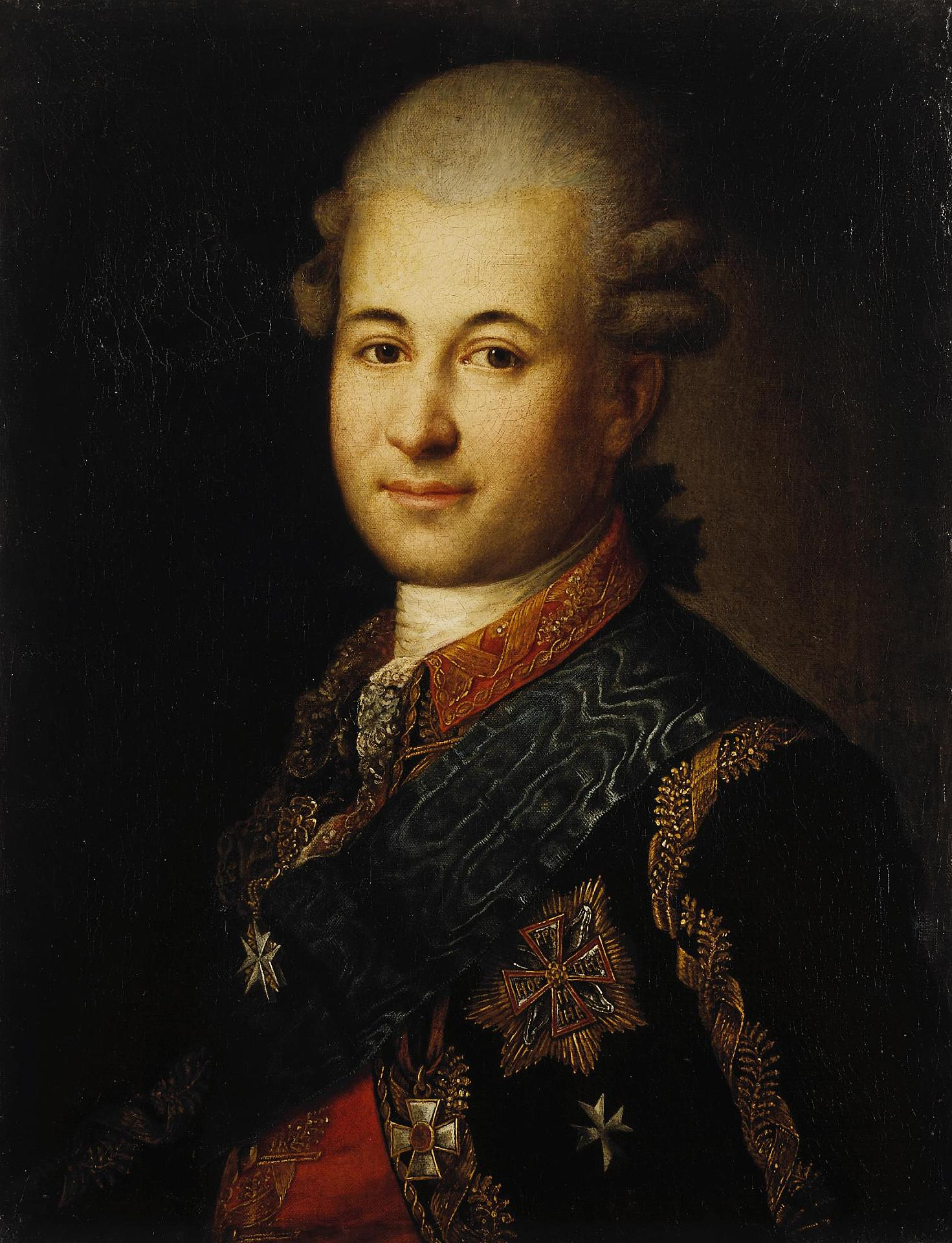
シメオン・ゾーリッチ（英語版、ロシア語版）
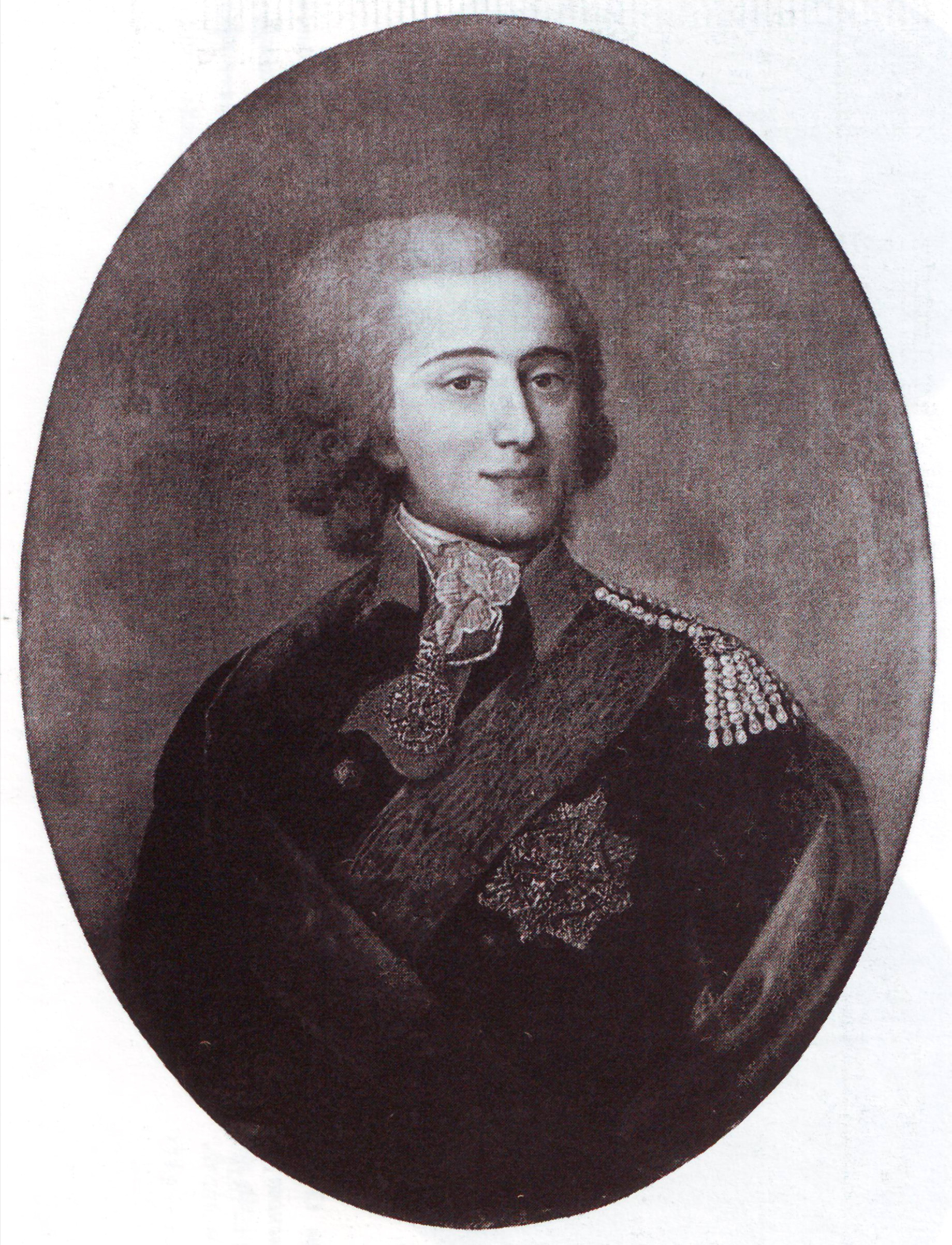
イヴァン・リムスキー＝コルサコフ（英語版、ロシア語版）
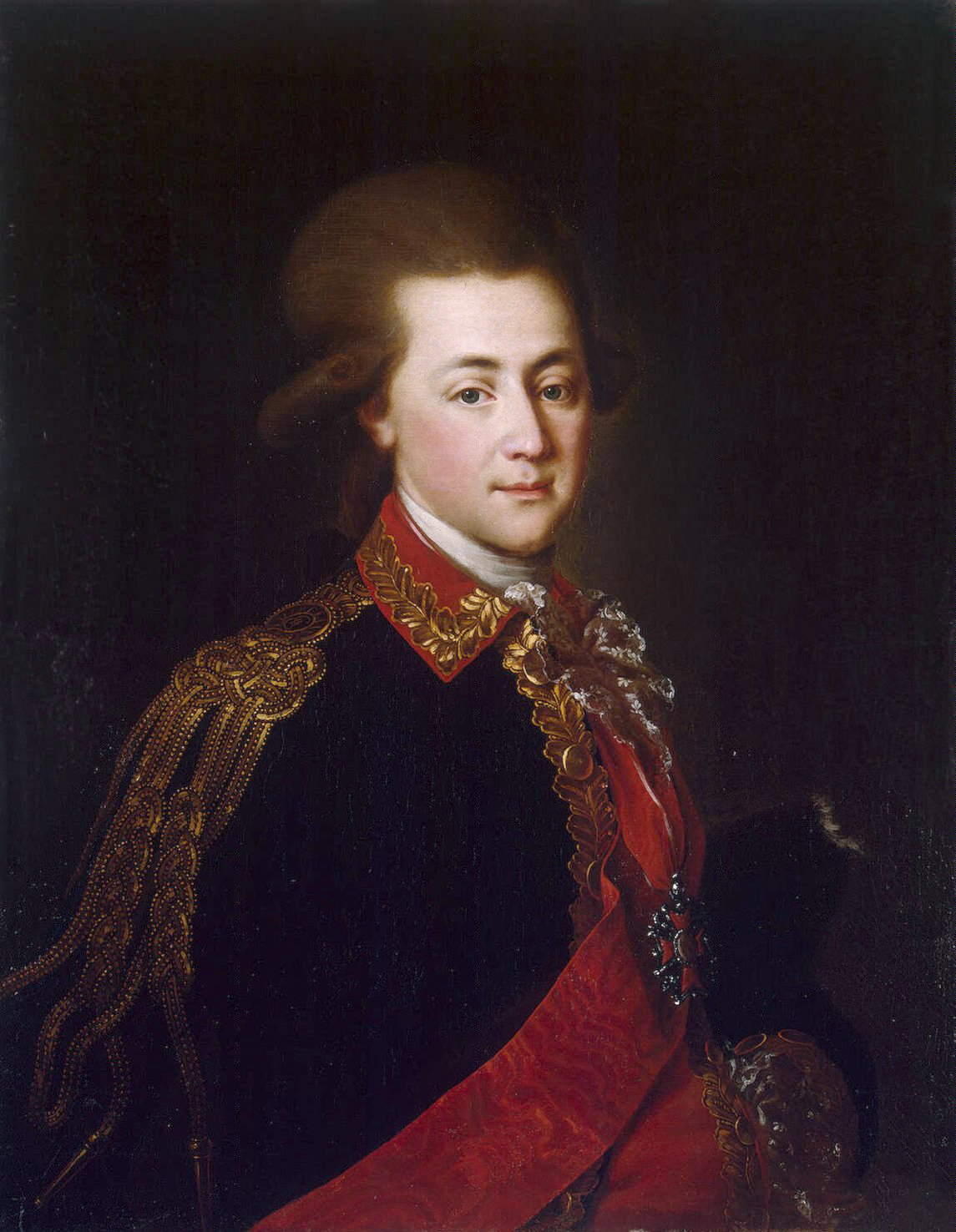
アレクサンドル・ランスコイ（英語版、ロシア語版）
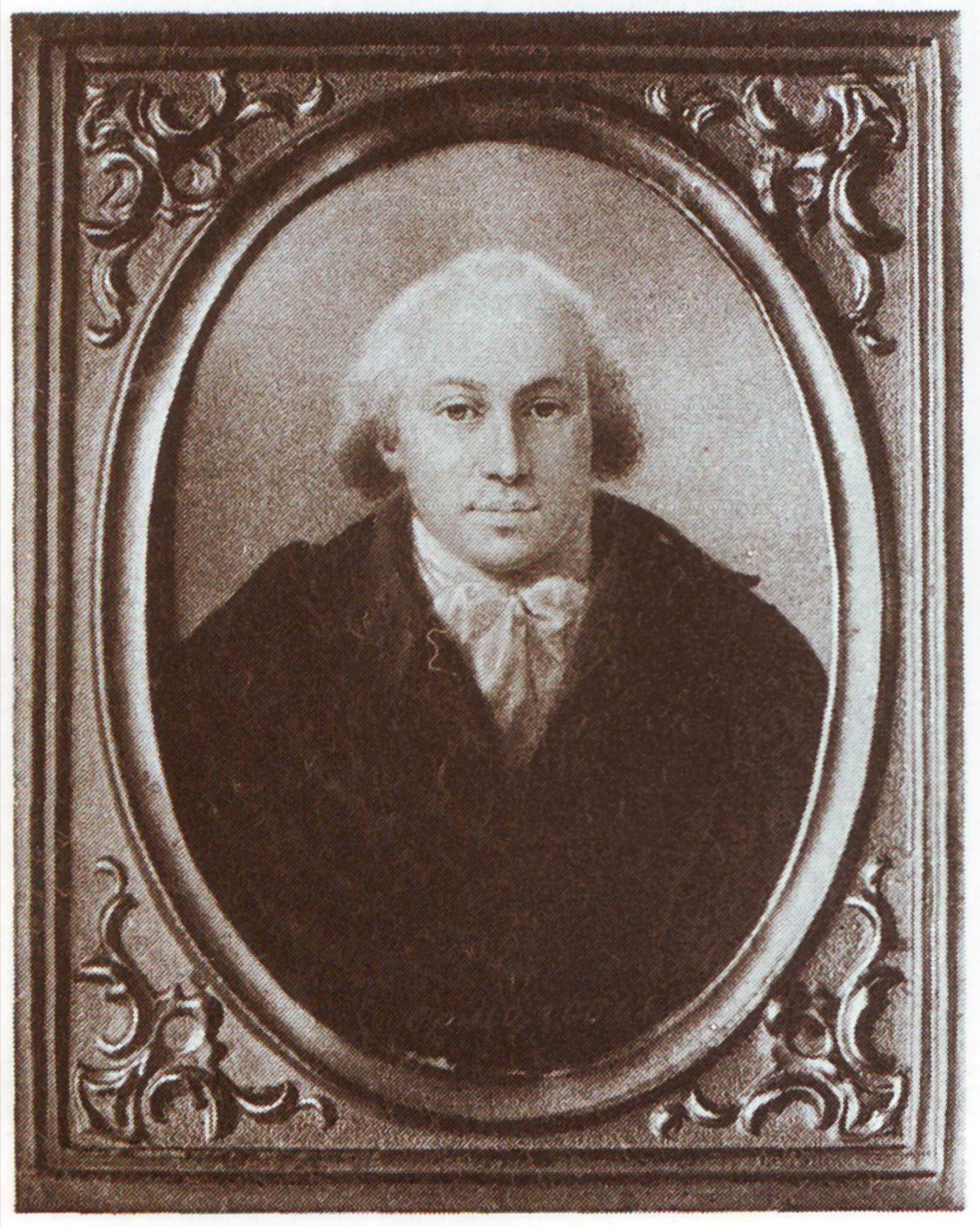
アレクサンドル・イェルモーノフ（英語版、ロシア語版）
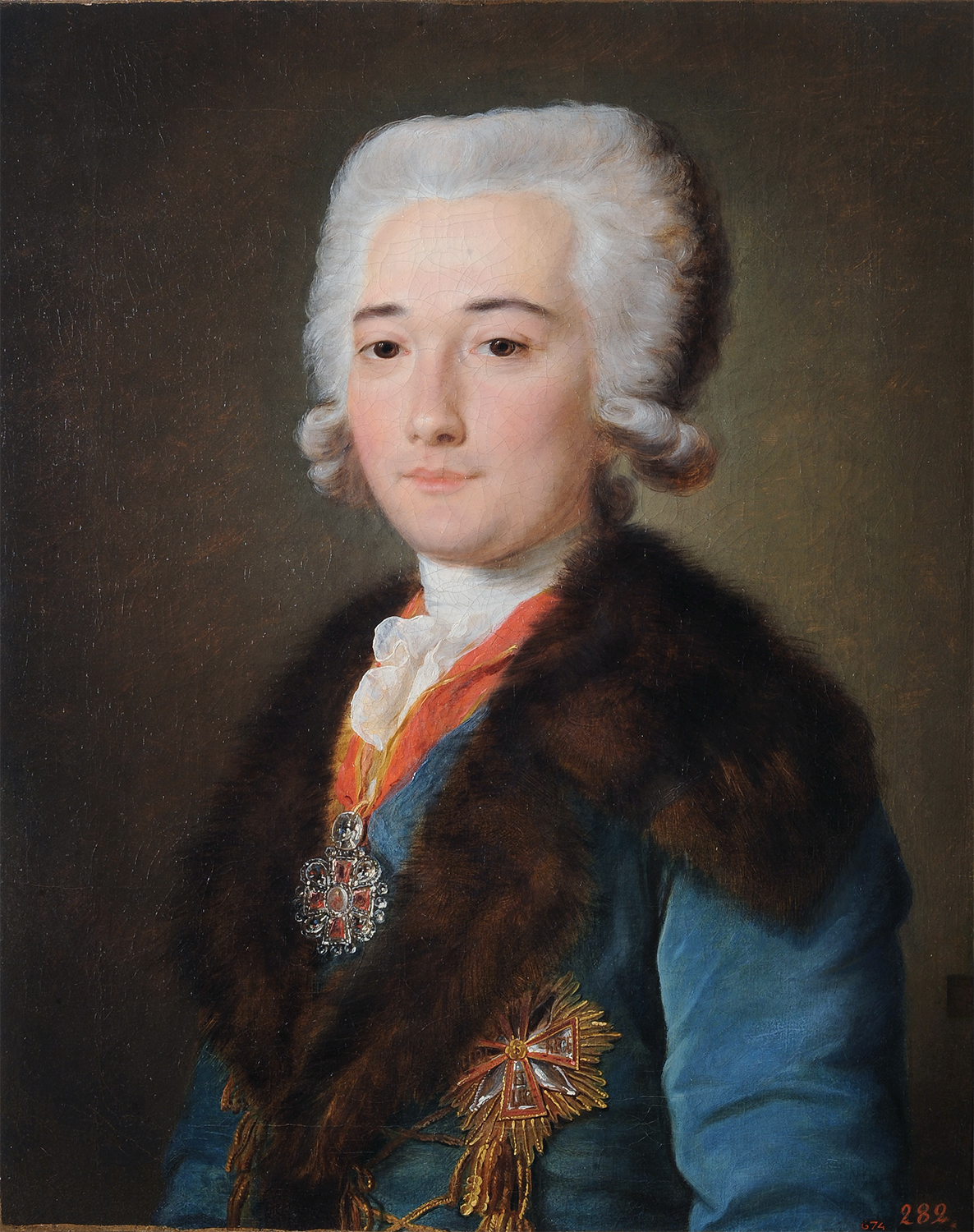
アレクサンドル・マモーノフ（英語版、ロシア語版）
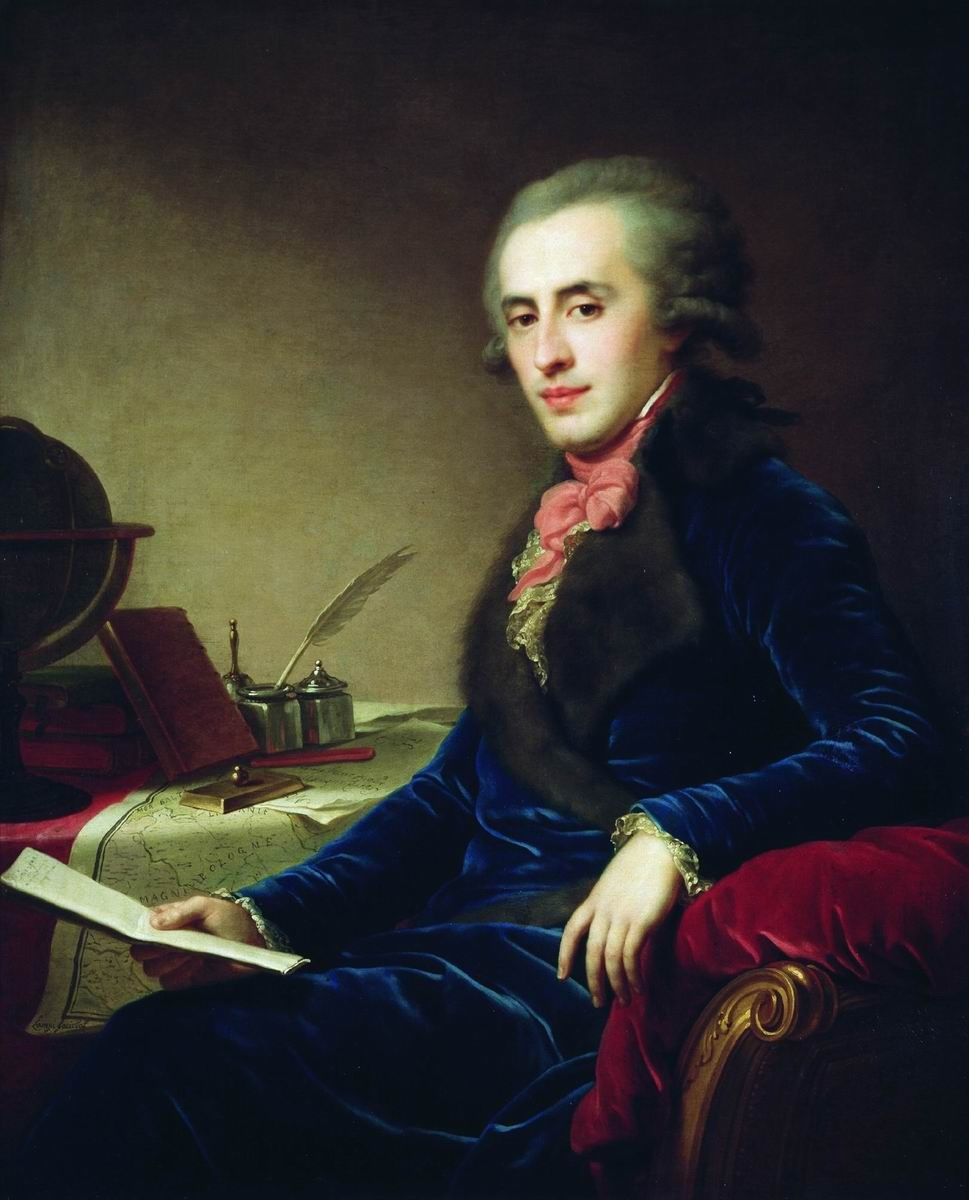
プラトン・ズーボフ（英語版、ロシア語版）

#### エカチェリーナ所生の子供たち

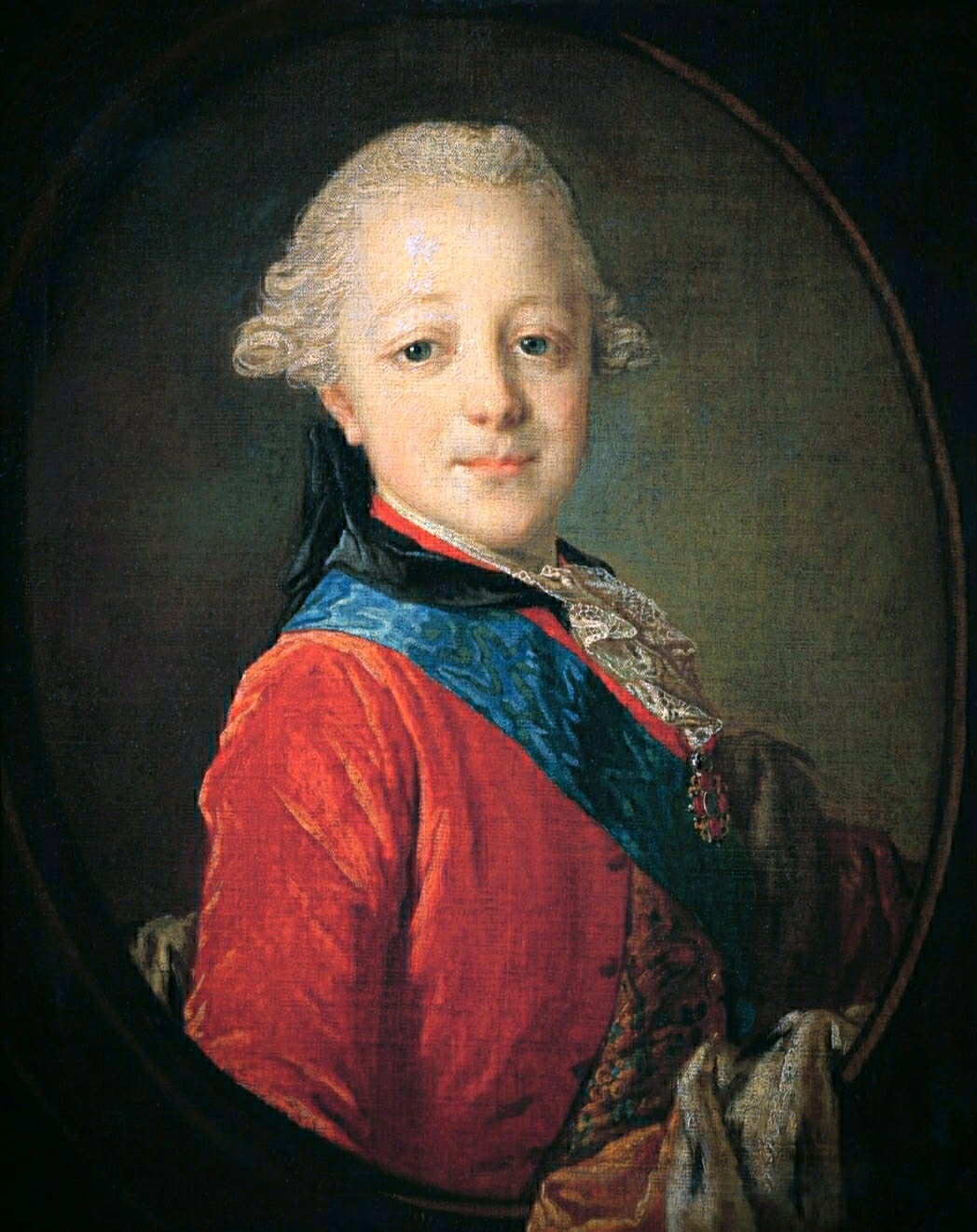
エカチェリーナとセルゲイ・サルトゥイコフ伯爵との息子と伝えられるパーヴェル・ペトロヴィチ大公（後のパーヴェル1世）
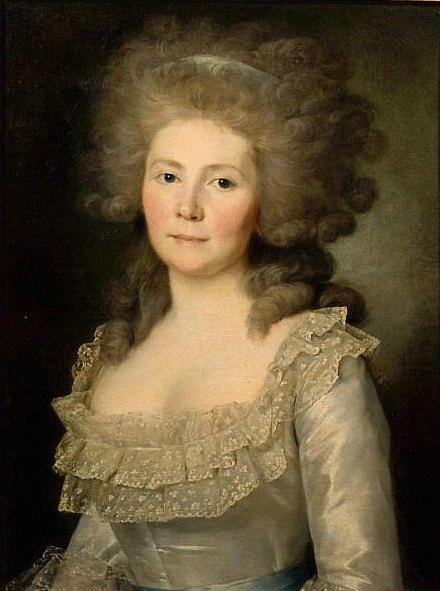
エカチェリーナとスタニスワフ・ポニャトフスキ伯爵（後のポーランド国王）もしくはグリゴリー・オルロフ公爵との娘と伝えられるナターリア・アレクセーエヴナ
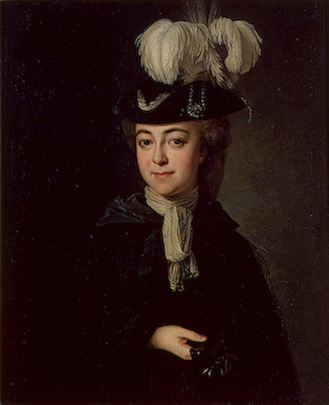
エカチェリーナとグリゴリー・オルロフ公爵の息子アレクセイ・グリゴリエヴィチ・ボーブリンスキー（ロシア語版）伯爵
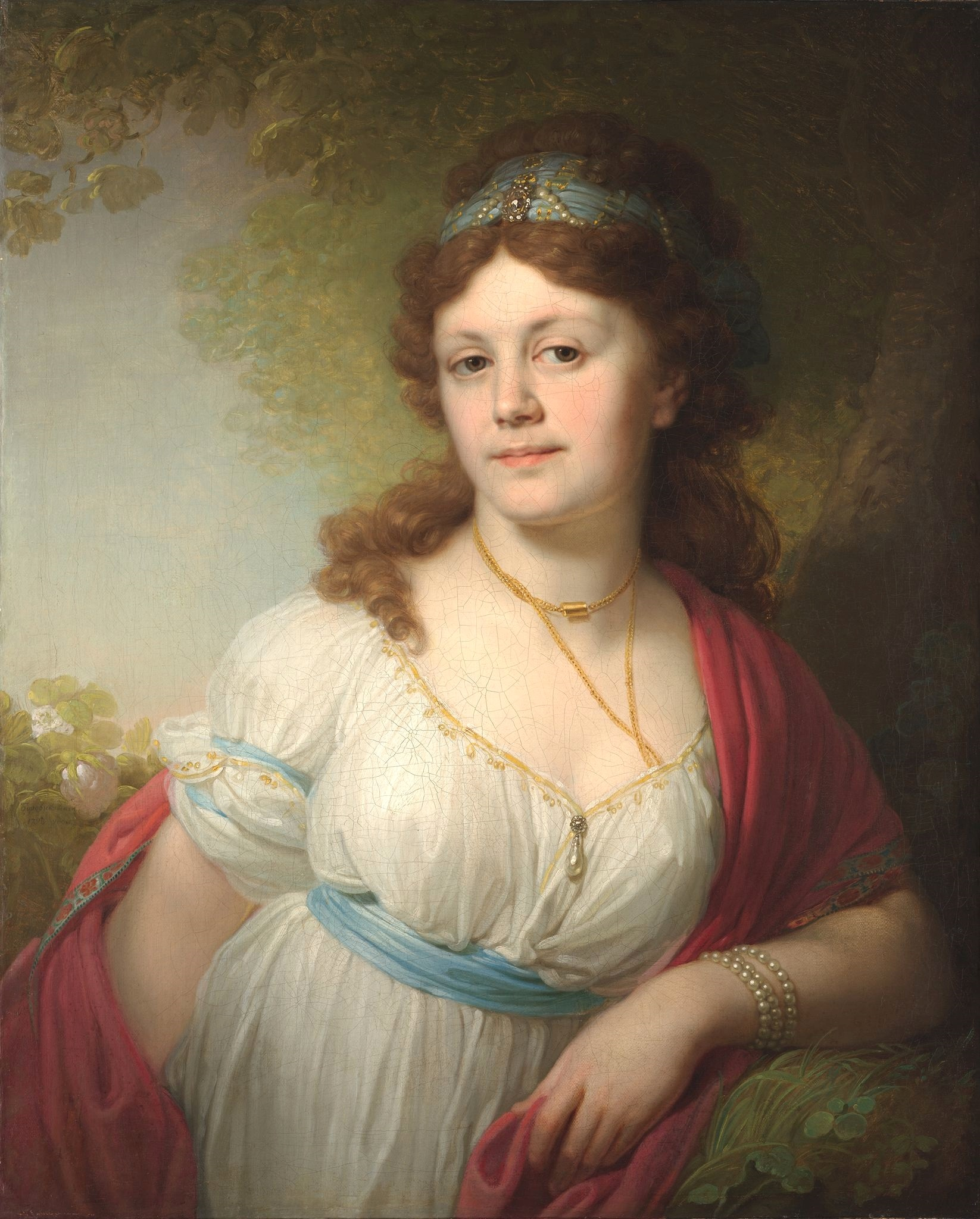
エカチェリーナとグリゴリー・ポチョムキン公爵との娘と伝えられるエリザヴェータ・ポチョムキナ（チョムキナ）（ロシア語版）

## 日本人が見たエカチェリーナ2世
1783年、伊勢白子（現在の三重県鈴鹿市）の船頭である大黒屋光太夫は、江戸への航海途中に漂流し、アリューシャン列島のアムチトカ島に漂着。その後ロシア人に助けられ、シベリアの首府イルクーツクに滞在した。ここで学者のキリル・ラックスマンの援助で、帰国請願のためサンクト・ペテルブルクに向かい、1791年、エカチェリーナ2世に拝謁して、帰国の儀を聞き届けられている。
キリルの次男アダム・ラックスマンが、江戸幕府の統治下で鎖国状態を続けてきた日本に対して、大黒屋光太夫および小市、磯吉の三名を返還すると同時に、シベリア総督の通商要望の信書を手渡すために、遣日使節として日本に派遣され、1792年、光太夫らは蝦夷地の根室（現在の北海道根室市）に帰着した。
1803年にはアレクサンドル1世（エカチェリーナ2世の孫）に、津太夫ら若宮丸乗組員10名の日本人が拝謁したが、その際の通訳を新蔵（大黒屋光太夫と共にアムチトカ島に漂着したがロシアに帰化）が行っている。

## 授与された勲章
ロシア帝国の勲章
- 聖エカテリーナ勲章（英語版、ロシア語版） - 1744年授与
- 聖アンドレイ勲章（英語版、ロシア語版） - 1762年授与
- 聖アレクサンドル・ネフスキー勲章 - 1762年授与
- 聖アンナ勲章（英語版、ロシア語版） - 1762年授与
- 聖ゲオルギー勲章（英語版、ロシア語版） - 1769年授与
- 聖ウラジーミル勲章（英語版、ロシア語版） - 1782年授与

 プロイセン王国の勲章
- 黒鷲勲章 - 1762年授与

 スウェーデンの勲章
- セラフィム勲章（英語版、スウェーデン語版、ロシア語版） - 1763年授与

 ポーランド・リトアニア共和国の勲章
- 白鷹勲章（英語版、ポーランド語版、ロシア語版） - 1787年授与

## 系譜
| エカチェリーナ2世 | 父: クリスティアン・アウグスト (アンハルト＝ツェルプスト侯) | 祖父: ヨハン・ルートヴィヒ1世        | 曽祖父: ヨハン6世 (アンハルト＝ドルンブルク侯)                                         |
| エカチェリーナ2世 | 父: クリスティアン・アウグスト (アンハルト＝ツェルプスト侯) | 祖父: ヨハン・ルートヴィヒ1世        | 曽祖母: ゾフィ―・アウグスタ[1]                                                         |
| エカチェリーナ2世 | 父: クリスティアン・アウグスト (アンハルト＝ツェルプスト侯) | 祖母: クリスティーネ・エレノオーレ   | 曽祖父: ゲオルク・ヴォルラス・フォン・ツォイッチュ                                     |
| エカチェリーナ2世 | 父: クリスティアン・アウグスト (アンハルト＝ツェルプスト侯) | 祖母: クリスティーネ・エレノオーレ   | 曽祖母: クリスティーネ・フォン・ヴァイセンバッハ                                       |
| エカチェリーナ2世 | 母: ヨハンナ・エリーザベト                                  | 祖父: クリスティアン・アウグスト     | 曽祖父: クリスチャン・アルブレクト (シュレースヴィヒ＝ホルシュタイン＝ゴットルプ公)[1] |
| エカチェリーナ2世 | 母: ヨハンナ・エリーザベト                                  | 祖父: クリスティアン・アウグスト     | 曽祖母: フレゼリゲ・アメーリエ（デンマーク王女）[2]                                    |
| エカチェリーナ2世 | 母: ヨハンナ・エリーザベト                                  | 祖母: アルベルティーネ・フリーデリケ | 曽祖父: フリードリヒ7世マグヌス (バーデン＝ドゥルラハ辺境伯)                           |
| エカチェリーナ2世 | 母: ヨハンナ・エリーザベト                                  | 祖母: アルベルティーネ・フリーデリケ | 曽祖母: アウグスタ・マリー[1]                                                          |

[1]は、共にシュレースヴィヒ＝ホルシュタイン＝ゴットルプ公フレゼリク3世の子。
[2]は、デンマーク王フレゼリク3世の子で、兄はデンマーク王クリスチャン5世、妹はスウェーデン王妃ウルリカ・エレオノーラ。
元イギリスの首相デーヴィッド・キャメロンは子孫の遠縁の一人である。

## 現代における評価
エカテリーナ2世時代に露土戦争での獲得地に建設された、ウクライナの港湾都市オデーサ（オデッサ）に建てられていたエカテリーナ2世像は、2022年ロシアのウクライナ侵攻に伴う反露感情の高まりを受けて、同年12月28日夜から翌日未明にかけて撤去された。エカテリーナ2世を含めたロシア帝国に思い入れを持ち、ウクライナ侵攻を発動したロシア連邦大統領ウラジーミル・プーチンは同年10月、この像は「ウクライナの過激な民族主義者すら撤去しようとしない」と牽制していた。

## 関連書籍
- アンリ・トロワイヤ『女帝エカテリーナ』工藤庸子訳、中央公論社、1980年11月。ISBN 978-4-12-000980-8。
  - 新版『女帝エカテリーナ』中公文庫 上・下、1985年。改版 中公文庫BIBLIO、2002年6月。ISBN 978-4-12-204044-1, 978-4-12-204045-8。
- 小野理子『不思議な恋文 - 女帝エカテリーナとポチョムキンの往復書簡 - 』東洋書店〈ユーラシア・ブックレット No.23〉、2001年11月。ISBN 978-4-88595-363-7。
- 小野理子・山口智子共著『恋文 - 女帝エカテリーナ二世 発見された千百六十二通の手紙 - 』アーティストハウスパブリッシャーズ、2006年10月。ISBN 978-4-86234-054-2。2006年に日本テレビ系列で放送されたドキュメンタリー番組「女帝エカテリーナ〜愛のエルミタージュ〜」の関連本。
- 田中良英『エカチェリーナ2世とその時代』東洋書店〈ユーラシア・ブックレット No.135〉、2009年2月。ISBN 978-4-88595-833-5。
- 南川三治郎『恋と美の狩人エカテリーナ』河出書房新社、1996年7月。ISBN　978-4-309-22296-7。

## エカチェリーナ2世を扱った作品
小説
- 島田荘司『ロシア幽霊軍艦事件』原書房、2001年10月。ISBN 978-4-562-03436-9。

漫画
- 池田理代子『女帝エカテリーナ』アンリ・トロワイヤ原作。中央公論新社・全5巻、1982 - 1984年。中公愛蔵版、1988年。中公文庫・全3巻、1994年。講談社・全4巻、2014年。
- 荻野真『15の春』2010年 - 2011年。集英社・全1巻。歴史上の人物を主人公にしたアンソロジー漫画で、エカチェリーナ２世は第4話に登場[1][2]。
- 迎夏生『エカチェリーナ2世』 -『コミック版世界の伝記』（ポプラ社）第36巻。監修・石井美樹子。2017年。生涯を描いた伝記漫画[3]。

映画
- 『恋のページェント』 - 1934年、監督：ジョセフ・フォン・スタンバーグ、主演：マレーネ・ディートリヒ
- 『キャサリン大帝』 - 1968年、監督：ゴードン・フレミング、主演：ジャンヌ・モロー
- 『女帝キャサリン（英語版）』 - テレビ映画、1995年、監督：マーヴィン・J・チョムスキー（英語版）、主演：キャサリン・ゼタ＝ジョーンズ

テレビドラマ
- 『エカテリーナ』（2014年〜）、国営ロシアテレビ放送のテレビドラマシリーズ。主演：マリーナ・アレクサンドロワ。
  - 『エカテリーナ』 - 2014年放送。
  - 『エカテリーナ〜旅立ち〜』- 2017年放送。上記ドラマの続編[4]。
  - 『エカテリーナ〜僭称者たち〜』 - 2019年放送。
- 『エカテリーナ大帝（英語版、ロシア語版）』 - 2015年、チャンネル1。主演︰ユリア・スニグル（英語版、ロシア語版）
- 『Catherine the Great』- 2019年、HBO。主演：ヘレン・ミレン
- 『The Great』- 2020年、Hulu。主演：エル・ファニング

ドキュメンタリー番組
- 『女帝エカテリーナ〜愛のエルミタージュ〜』 - 2006年、日本テレビ。再現ドラマに登場。